# Sorairo Utility
Sorairo Utility (空色ユーティリティ Sorairo Yūtiriti?) es un cortometraje de televisión de anime original japonés sobre golf producido por Yostar Pictures y dirigido por Kengo Saitō. Se estrenó en Tokyo MX en diciembre de 2021. Una serie de televisión de anime también producida por Yostar Pictures se estrenó en enero de 2025.

## Personajes
Minami Aoba (青羽 美波 Aoba Minami?)
 Seiyū: Miyu Takagi
Haruka Akane (茜 遥 Akane Haruka?)
 Seiyū: Yurina Amami
Ayaka Hoshimi (星見 彩花 Hoshimi Ayaka?)
 Seiyū: Ayasa Goto
Izumi Akina (秋名 泉美 Akina Izumi?)
 Seiyū: Yumiri Hanamori
Masao Tadokoro (田所 昌夫 Tadokoro Masao?) / Masa (マサ?)
 Seiyū: Kazuhiko Inoue
Chosuke Tanabe (田辺 長介 Tanabe Chōsuke?) / Cho (チョウ?)
 Seiyū: Kenyu Horiuchi
Tetsuhiro Tanaka (田中 哲弘 Tanaka Tetsuhiro?) / Tetsu (テツ?)
 Seiyū: Toshiyuki Morikawa

## Producción y lanzamiento
El 25 de octubre de 2021 se anunció el anime original producido por Yostar Pictures. Más tarde se reveló que era un cortometraje de televisión, con Kengo Saitō dirigiendo la película, Li Hengda produciendo la película, Kota Nozomi escribiendo el guion, Akira Amemiya a cargo del guion gráfico y Horita Daisuke componiendo la música y dirigiendo el sonido. El cortometraje de 14 minutos se estrenó en Tokyo MX el 31 de diciembre de 2021. El tema principal de la película es "Gunjō Love theory" de la unidad HAM (Miyu Takagi, Yurina Amami y Ayasa Goto). Crunchyroll y Funimation transmitieron la película fuera de Asia.
El 8 de febrero de 2024 se anunció una serie de televisión de anime, también producida por Yostar Pictures. El elenco y el director retoman sus papeles de la película, con Yū Satō a cargo de la composición de la serie, además de escribir guiones junto a Aya Satsuki y Aki Mizuki y Kota Nozomi regresa de la película para cooperar en el concepto original. La serie se estrenó el 3 de enero de 2025, en Tokyo MX y otros canales. El tema de apertura es "Be the hero!", interpretado por Masayoshi Ōishi con Airi Suzuki, mientras que el tema final es "Horizon" interpretado por Moeka Yahagi. Medialink licenció la serie en el Sudeste Asiático y Oceanía (excepto Australia y Nueva Zelanda) para su transmisión en el canal de YouTube de Ani-One Asia.